# Vangebrug
Vangebrug er en landbrugsform hvor en landsbys marker er inddelt i store enheder, kaldet vanger, som dyrkes i fællesskab af landsbyens bønder. Vangebrug var udbredt i Østjylland, de danske øer og Skåne fra ca. 1100-1800.
Antallet af vange varierede og man skelner mellem alsædebrug, også kaldet envangsbrug, med én vang, tovangsbrug, trevangsbrug, firevangsbrug og femvangsbrug. Trevangsbrug var det mest brugte i Danmark.